# Palmarès del Newcastle United Football Club
Il Newcastle United Football Club, semplicemente noto come Newcastle United, è una società calcistica inglese con sede nella città di Newcastle upon Tyne.
Nel corso della sua storia ha vinto in ambito nazionale quattro First Division, sei FA Cup, una Coppa di Lega ed un Charity Shield e in ambito internazionale una Coppa delle Fiere e una Coppa Intertoto UEFA, risultando così il nono club inglese per numero di trofei vinti. Il periodo di maggiore successo del Newcastle risale agli anni 1910, quando vinse una FA Cup e tre titoli di First Division.

## Competizioni nazionali
- Campionato inglese: 4

1904-1905, 1906-1907, 1908-1909, 1926-1927
- Coppa d'Inghilterra: 6

1909-1910, 1923-1924, 1931-1932, 1950-1951, 1951-1952, 1954-1955
- Coppa di Lega inglese: 1

2024-2025
- Charity Shield: 1

1909
- Campionato inglese di seconda divisione: 4

1964-1965, 1992-1993, 2009-2010, 2016-2017

## Competizioni regionali
- Sheriff of London Charity Shield: 1

1907
- Northern League Championship: 3

1903, 1904, 1905

## Competizioni giovanili
- FA Youth Cup: 2

1961-1962, 1984-1985
- Milk Cup: 1

1985, 1989

## Competizioni internazionali
- Coppa delle Fiere: 1

1968-1969
- Coppa Intertoto UEFA: 1  (record inglese a pari merito con West Ham, Aston Villa e Fulham)

2006
- Coppa Anglo-Italiana: 1

1973
- Texaco Cup: 2

1973-1974, 1974-1975

## Altre competizioni
- Kirin Cup: 1

1983
- Trofeo Teresa Herrera: 1

2010
- Guadiana Trophy: 1

2012

## Altri piazzamenti
- Campionato inglese:

Secondo posto: 1995-1996, 1996-1997
Terzo posto: 1901-1902, 1911-1912, 1993-1994, 2002-2003
- Coppa d'Inghilterra:

Finalista: 1904-1905, 1905-1906, 1907-1908, 1973-1974, 1997-1998, 1998-1999
Semifinalista: 1908-1909, 1910-1911, 1946-1947, 1999-2000, 2004-2005
- Coppa di Lega inglese:

Finalista: 1975-1976, 2022-2023
- Community Shield:

Finalista: 1932, 1951, 1952, 1955, 1996
- Second Division:

Secondo posto: 1897-1898, 1947-1948
Terzo posto: 1983-1984
- Coppa UEFA:

Semifinalista: 2003-2004
- Coppa Intertoto UEFA:

Finalista: 2001
Semifinalista: 2005
- Coronation Cup:

Semifinalista: 1953
- Texaco Cup:

Semifinalista: 1971-1972, 1972-1973
- Mercantile Credit Centenary Trophy:

Semifinalista: 1988